# Deliveroo
Deliveroo Ltd. è una compagnia di consegna di cibo in rete fondata nel 2013 da Will Shu. Con sede a Londra, in Inghilterra, opera in più di 500 città in Regno Unito, Francia, Belgio, Irlanda, Italia, Singapore, Emirati Arabi Uniti, Kuwait, e Hong Kong. Un'azienda sussidiaria, Deliveroo Editions, si concentra sullo sviluppo di una rete di cucine fantasma (cucine che preparano cibi esclusivamente da consegnare a casa).

## Storia
La società Deliveroo, con sede a Londra, è stata fondata nel 2013 da Will Shu. La società guadagna addebitando una commissione ai ristoranti e addebitando ai clienti una commissione per ordine. Opera in cinquecento città in Regno Unito, Francia, Belgio, Irlanda, Italia, Singapore, Emirati Arabi Uniti, Kuwait e Hong Kong.
Gli ordini vengono effettuati tramite l'applicazione o tramite il sito e successivamente i rider (fattorini) trasportano il cibo dal ristorante fino all'indirizzo indicato dal cliente.
Nel novembre 2017 Deliveroo ha introdotto Deliveroo Plus, un servizio di abbonamento che offre ai clienti nel Regno Unito consegna gratuita illimitata.
Nel Regno Unito, oltre che con migliaia di ristoranti indipendenti, Deliveroo lavora con alcune delle più grandi catene della ristorazione presenti nel paese. Il 16 novembre 2016, la società produttrice di birra Heineken International concluse un accordo con Deliveroo per la consegna di birre.
Nel gennaio 2017, Deliveroo annunciò l'intenzione di creare 300 posti di lavoro in ambito tecnologico nel Regno Unito in vista dell'apertura della nuova sede di Londra alla fine dello stesso anno. Sempre a gennaio 2017, la società di origine britannica aveva oltre 1000 dipendenti a tempo pieno.
Le cucine Deliveroo Editions vennero lanciate ad aprile 2017. Queste cucine, di sola consegna a domicilio, a volte conosciute come ristoranti fantasma, consentono ai ristoranti di raggiungere i clienti in località più lontane dal ristorante, aprendo solo una cucina distaccata senza dover sostenere i costi di gestione di un secondo ristorante. Deliveroo utilizza i suoi dati per identificare le aree in cui la domanda dei clienti per determinate cucine è elevata e prevedere quali ristoranti avranno probabilmente successo lì.
A metà giugno 2016, i fondatori di Deliveroo, Will Shu e Greg Orlowski hanno ricevuto un premio per i "Best Startup Founders" nell'ambito di "The Europas Startup Conference and Awards", assegnati a società tecnologiche. La società ha anche vinto il premio "Fastest Rising Startup of the Year" e il premio "Europas Grand Prix".
Deliveroo ha registrato una perdita di 1,4 milioni di sterline per l'anno 2015. A metà novembre 2016, la società ha registrato una perdita di 18,1 milioni di sterline. Nel settembre 2017 Deliveroo ha confermato una crescita dei ricavi globali del 611% avvenuta nell'anno precedente, con un fatturato di 128,6 milioni di £, mentre "le perdite sono salite da 30,1 milioni a 129,1 milioni di sterline".
Nel 2018 in Italia, Deliveroo ha contribuito a generare un indotto per l'economia italiana pari a 86 milioni di euro, contribuendo alla creazione di più di 1 700 posti di lavoro.

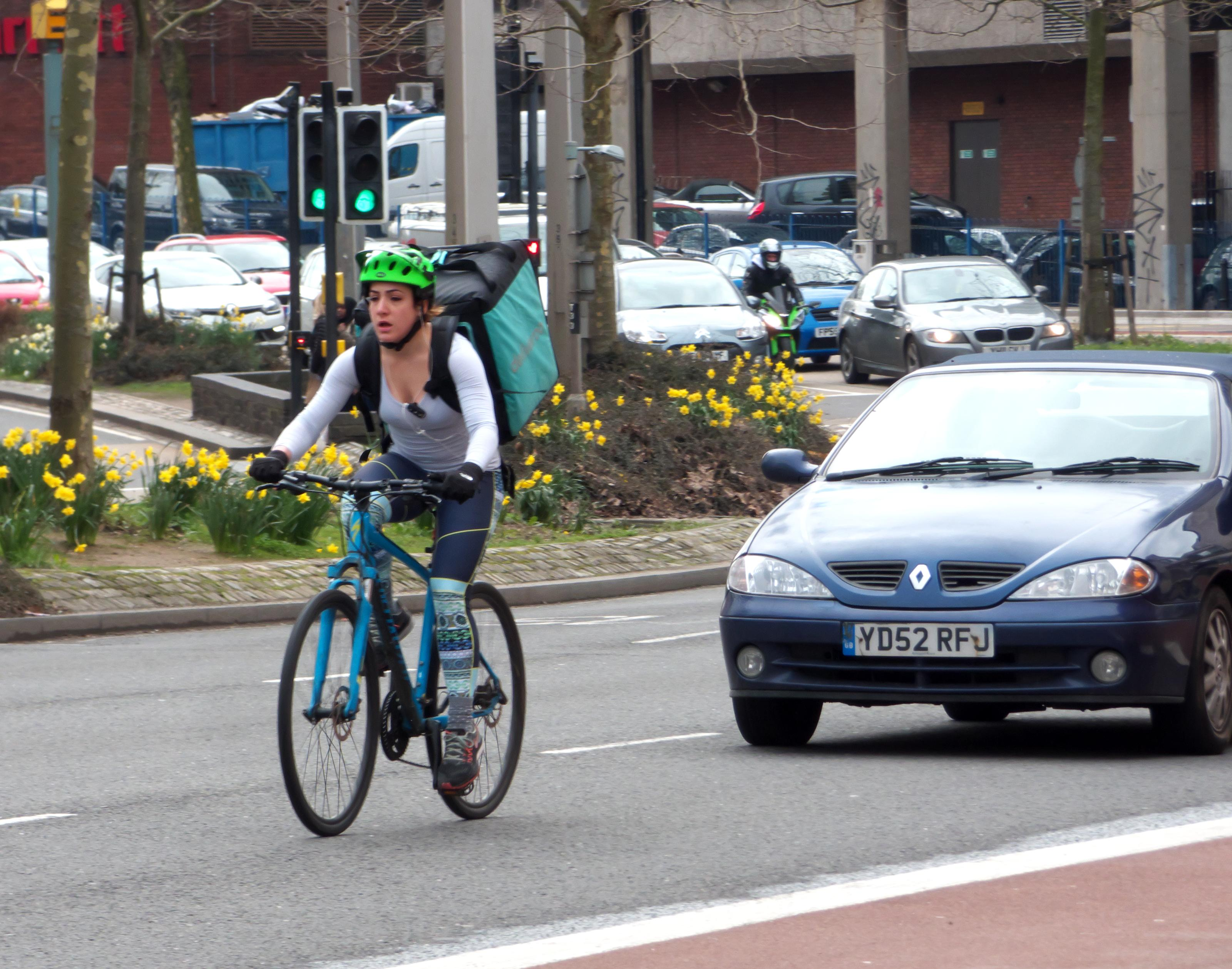
Ciclofattorino Deliveroo nel Regno Unito

Deliveroo fornisce il servizio di consegna, nonché la commercializzazione e la presa degli ordini, consentendo di effettuare ordini da asporto ai ristoranti che normalmente non offrono un servizio di consegna a domicilio.

### Finanziamenti
Deliveroo ha raccolto a oggi un totale di 1,5 miliardi di dollari da svariati fondi di investimento in 8 round.
L’ultimo round di investimento è stato guidato da Amazon che a oggi detiene l'11,5% di Deliveroo.

### Quotazione in Borsa
Deliveroo si è quotata in borsa alla London Stock Exchange il 31 marzo 2021.
Nonostante si trattasse della più grande operazione di collocazione sulla borsa inglese, le azioni di Deliveroo sono crollate del 31% pochi minuti dopo l'apertura della contrattazioni.
Il titolo ha recuperato parte del suo valore grazie alla pubblicazione dei dati finanziari della prima metà dell'anno 2021, che hanno dimostrato la solidità del business anche dopo la pandemia Covid-19.

### Italia
In Italia Deliveroo è attiva dal 1º novembre 2015, data in cui ha effettuato il suo primo ordine a Milano.
L'azienda, è stata guidata in Italia dalla fondazione da Matteo Sarzana, è oggi attiva in più di 1.750 città italiane e collabora con più di 25.000 ristoranti sul territorio, da grandi catene come McDonald's, Starbucks e Burger King a ristoranti indipendenti. A marzo 2025 Matteo Sarzana ha lasciato la guida dell'azienda per ricoprire la carica di Country Manager Italy&Southern Europe presso Airbnb.
Da novembre 2019, Deliveroo è inoltre sponsor della nazionale italiana di calcio.

### Assodelivery
Deliveroo fa parte dell'associazione di categoria Assodelivery, all'atto della fondazione, ne facevano parte anche le più grandi altre società operanti nel settore del food delivery: Glovo, Just Eat, Uber Eats e SocialFood.
Il 16 settembre 2020, Assodelivery ha firmato con UGL il primo contratto nazionale per i lavoratori autonomi, offrendo per la prima volta a lavoratori non dipendenti garanzie e tutele quali: paga minima base, assicurazione INAIL, assicurazione per danni contro terzi, indennità per maltempo e incentivi legati alle consegne.
Il contratto ha sollevato diverse critiche a seguito delle quali nel settembre 2020 Just Eat ha annunciato la sua uscita da Assodelivery, per poter firmare con CGIL, CISL e UIL, un contratto di lavoro subordinato per i propri rider, coerente con il contratto nazionale della logistica.
Le altre aziende, continuano ad utilizzare il contratto nazionale firmato con UGL, che garantisce ai rider autonomi tutele e garanzie.
Assodelivery rappresenta ad oggi più del 70% del fatturato generato in Italia dalle aziende di online food delivery e ha lo scopo di rappresentare il settore nei confronti degli organi istituzionali.
Presidente di Assodelivery è stato fino a marzo 2025 Matteo Sarzana.

### Abbandono del mercato tedesco
Il 12 agosto 2019, Deliveroo ha comunicato ai clienti tedeschi la decisione aziendale di lasciare il mercato tedesco, dichiarando che tutti i servizi si sarebbero fermati dal 16 agosto. Il messaggio indicava l'incapacità dell'azienda di fornire una sufficiente qualità del servizio e che Deliveroo si sarebbe concentrata su altri mercati. Ciò avvenne pochi giorni dopo l'acquisizione della startup scozzese Cultivate e tre mesi dopo aver raccolto 450 milioni di sterline in una partita di finanziamento guidata da Amazon.

### Abbandono del mercato spagnolo
Il 30 luglio 2021, Deliveroo ha annunciato la volontà di uscire dal mercato spagnolo a seguito dell'approvazione di una legge, molto contestata, che impone l'obbligo di assunzione come lavoratori dipendenti dei rider.

## Dipendenti
Un articolo di stampa riportava che all'inizio di agosto 2016, Deliveroo aveva circa 800 dipendenti, mentre un altro articolo della stessa data riportava che c'erano 6 500 ciclisti impiegati dall'azienda. L'8 settembre 2016, il Financial Times ha riferito che 20 000 fattorini autonomi lavoravano per Deliveroo. A novembre 2016, una fonte ha affermato che oltre 13 000 persone lavoravano per Deliveroo. Nel settembre 2017 Deliveroo ha confermato che l'azienda lavora con 30 000 ciclisti in tutto il mondo.
Nel 2019, Deliveroo contava più di 2 500 dipendenti e più di 60 000 rider attivi in tutto il mondo.

## Critiche
L'avvocato australiano Josh Bornstein ha esaminato i contratti di lavoro di Deliveroo e del suo concorrente Foodora alla fine di marzo 2016 e ha descritto i contratti come "fasulli", progettati per pagare i lavoratori "al di sotto delle tariffe di aggiudicazione" e per "negare loro i profitti di base".
L'avvocato ha annunciato di stare lavorando a una causa contro Deliveroo, nonché contro Foodora, società che sono state accusate di "aver pagato in modo insufficiente i fattorini e di non aver rispettato le condizioni minime di impiego". Tali accuse sono state confermate dal Young Workers Centre in Australia, che ha sostenuto che gli accordi contrattuali di tali società lasciavano i lavoratori senza le garanzie di un salario minimo, dell'assicurazione lavorativa e dei contributi previdenziali. La campagna "Rights for Riders" mira a "migliorare la sicurezza, i salari, le condizioni e la sicurezza del lavoro per i ciclisti che consegnano cibo".
Sono stati inoltre presentati reclami in merito alla mancata fornitura da parte dell'azienda di attrezzature per l'allenamento e di sicurezza (come luci e caschi) per i ciclisti a volte inesperti. È stato sostenuto che la necessità di dover effettuare in fretta le consegna potrebbe portare ad un comportamento ciclistico pericoloso da parte dei fattorini e che le loro biciclette dovrebbero essere sottoposte a controlli di sicurezza.

### Scioperi
I fattorini di Deliveroo a Londra hanno fatto uno sciopero di un giorno nell'agosto 2016 per protestare contro un nuovo piano di retribuzione che secondo loro avrebbe comportato un guadagno sostanzialmente inferiore al salario minimo, oltre che per la continua mancanza di retribuzione per malattia e infortunio. La società ha successivamente abbandonato questi piani.
Durante gli scioperi, come mezzo di protesta, i conducenti di Deliveroo di Londra hanno sollevato cartelli contenenti il neologismo "Slaveroo", un termine formato come una contrazione tra "schiavitù" (in inglese: slavery) e il nome dell'azienda. Il termine e il relativo hashtag sulle reti sociali sono stati adottati da diverse testate giornalistiche.
Nel maggio 2017, i lavoratori di Deliveroo hanno protestato contro le condizioni di lavoro a Berlino, in Germania. Nel gennaio 2018, i fattorini Deliveroo hanno scioperato in Belgio e nei Paesi Bassi.